# الكسندرا بول
الكسندرا بول (بالإنجليزية: Alexandra Paul)‏ مواليد 29 يوليو 1963 في نيويورك، نيويورك، الولايات المتحدة، هي ممثلة أمريكية بدأت مسيرتها الفنية عام 1982.

## وصلات خارجية
- الكسندرا بول على موقع IMDb (الإنجليزية)
- الكسندرا بول على موقع روتن توميتوز (الإنجليزية)
- الكسندرا بول على موقع ألو سيني (الفرنسية)
- الكسندرا بول على موقع أول موفي (الإنجليزية)
- الكسندرا بول على موقع أول موفي (الإنجليزية)
- الكسندرا بول على موقع قاعدة بيانات الأفلام السويدية (السويدية)
- الكسندرا بول على موقع إن إن دي بي (الإنجليزية)
- الكسندرا بول على موقع ديسكوغز (الإنجليزية)
- الكسندرا بول على موقع قاعدة بيانات الفيلم (الإنجليزية)
- الكسندرا بول على موقع كينوبويسك (الروسية)